# Lừa Poitou

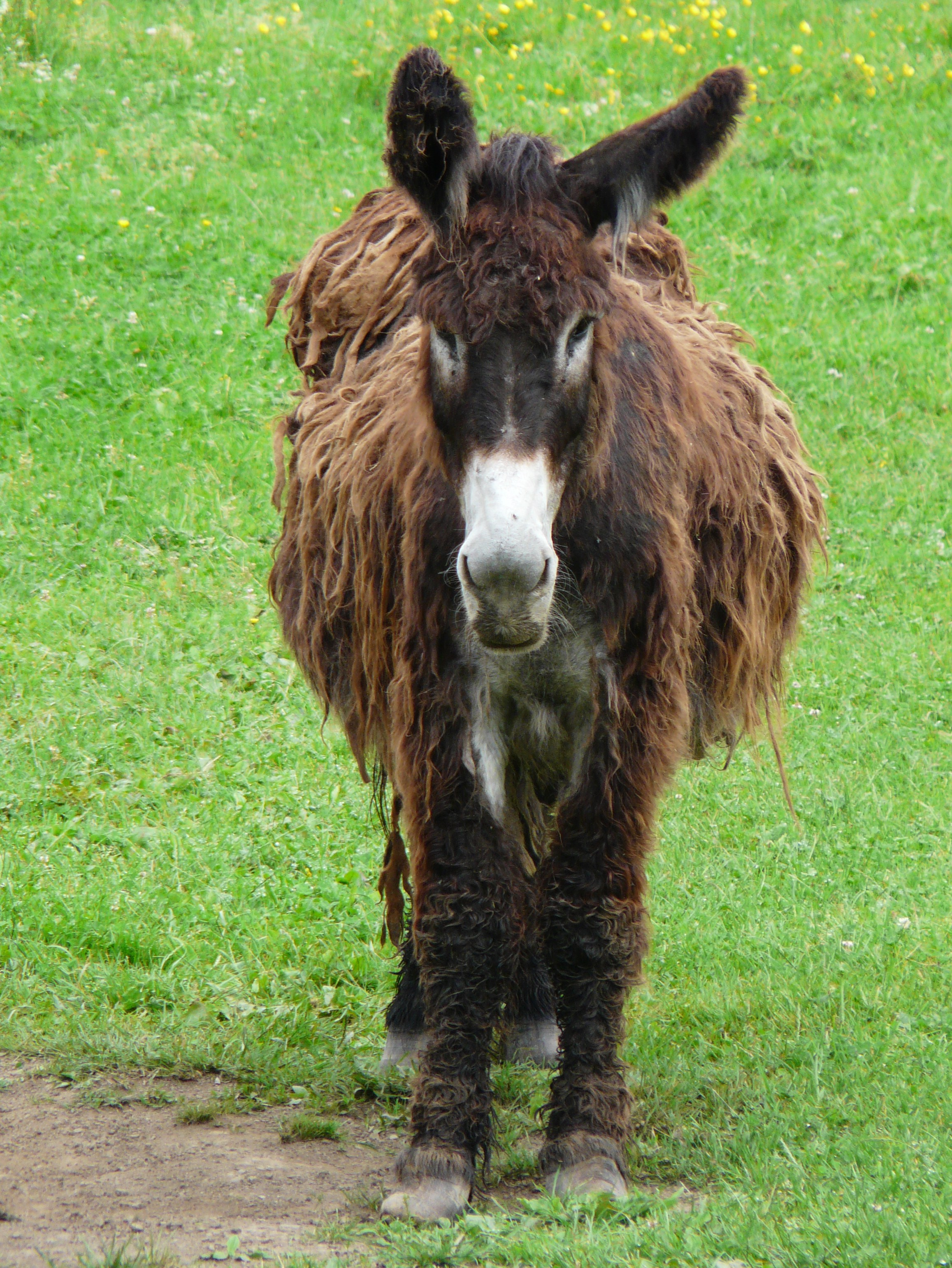
Một con lừa Poitou (Baudet du Poitou)

Lừa Poitou (tiếng Pháp: Baudet du Poitou), còn gọi là lừa Poitevin hoặc chỉ đơn giản là Poitou là một giống lừa có nguồn gốc ở vùng Poitou thuộc nước Pháp. Lừa Poitou là một trong những giống lừa có tầm vóc to lớn nhất trên thế giới và được chọn giống cho yêu cầu về kích thước để nó có thể được dùng trong việc lai tạo sinh ra những con la để làm việc nặng nhọc khi kết hợp với lai những con ngựa Poitevin. Giống lừa này được biết đến với lớp lông khoác đặc biệt của nó, được gọi là một cadanette. Người chăn nuôi giống lừa này ban đầu được đánh giá cao các lớp lông này rất cao, nhưng ngày nay, nhiều con lừa Poitou được cạo lông đi vì lý do vệ sinh.
Những con lừa Poitou được lai tạo và phát triển trong khu vực Poitou thuộc Pháp, có thể từ những giống lừa du nhập tại các khu vực của người La Mã. Chúng có thể là một biểu tượng sang trọng trong thời Trung Cổ và vào đầu thế kỷ 18. Một sách ghi chép gia phả chăn nuôi đã được lập cho giống lừa này và được thành lập tại Pháp vào năm 1884 và các thế kỷ 20 và đầu 19 đã cho biết chúng được sử dụng để lai tạo ra những con la trên khắp châu Âu. Trong cùng thời gian này, dòng máu mang gen của lừa Poitou cũng được sử dụng để phát triển các giống lừa khác, bao gồm cả lừa Mỹ Mammoth Jack tại Hoa Kỳ. Sự gia tăng cơ giới hóa trong giữa thế kỷ 20 đã chứng kiến sự sụt giảm trong nhu cầu và do đó quần thể giống giảm, và năm 1977, một khảo sát cho thấy chỉ có 44 thành viên trên toàn thế giới, nỗ lực bảo tồn đã được bắt đầu bởi một số nhà lai tạo và các tổ chức công cộng và tư nhân và đến năm 2005 thì đã có 450 con lừa Poitou thuần chủng.

## Đặc điểm

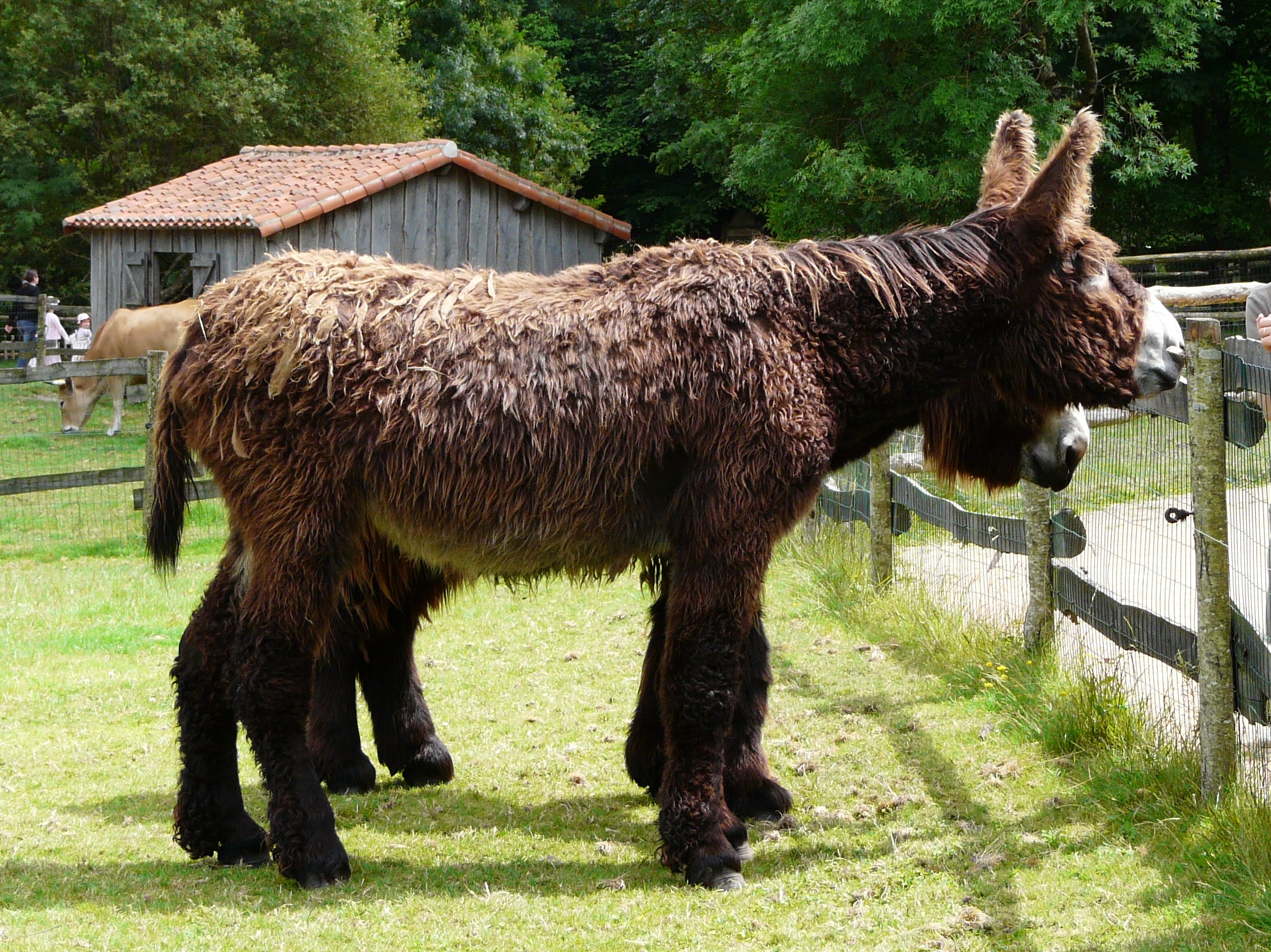
Lừa Poitou là giống có tầm vóc lớn và bộ lông xù

Các con lừa Poitou được mô tả là "nhận ra ngay lập tức" do một số đặc điểm khác thường mà có thể phân biệt nó ngay với các giống lừa khác. Cái lớp lông khoác xù xì của nó, được gọi là một cadanette như một mái tóc dài, mềm mại. Động vật có cadanettes tuyệt vời như một mái tóc rối bù và rối đã được đánh giá cao nhất vì chúng có giá trị. Một con lừa Poitou thuần chủng có cấu trúc xương lớn hơn và một bàn chân lớn hơn một con vật một phần máu lai, nhưng bộ lông xù xì là như một đặc điểm nổi trội mà ngay cả một con lừa Poitou có máu lai 1/8 có thể trông giống như một dòng thuần. Trong thời hiện đại, những lớp lông khoác của chúng vẫn được coi là quan trọng nhưng ít hơn so với kích thước và số đo cơ thể.
Ngày nay, nhiều con lừa Poitou được cạo sạch vì mục đích vệ sinh, nhưng một số được phép để phát triển lớp lông khoác của nó ra để có "bourailloux" hoặc có một lớp lông khoác dài rủ xuống. Bộ lông của chúng luôn là màu nâu sẫm hoặc đen. Trong khi thiếu đi các sọc và dấu chéo như trên áo khoác của một số giống khác của con lừa, các con lừa Poitou có một vùng dưới bụng màu trắng, mũi và vòng quanh mắt. Các con lừa Poitou là một giống lừa có tầm vóc lớn, trong khi lừa châu Âu khác như lừa Andalucia cũng đạt đến một kích thước tương tự. Để nuôi con la lớn lên, các nhà lai tạo ban đầu của lừa Poitou chọn tiêu chuẩn động vật với các đặc điểm lớn, chẳng hạn như tai, đầu và các khớp chân.
Đôi tai giống lừa này phát triển đến một mức độ mà trọng lượng của chúng đôi khi làm cho chúng được phát triển theo chiều ngang. Chiều cao tối thiểu của chúng là 1,40 m (55 in) đối với lừa đực và 1,35 m (53 in) đối với lừa cái. Chúng có cái đầu lớn và có cái cổ mạnh mẽ, lưng dài và hai chân tròn. Các khớp chân tay và bàn chân lớn, và đôi chân mạnh mẽ rắn rỏi. Tính khí của lừa Poitou đã được mô tả như là sự "thân thiện, trìu mến và ngoan ngoãn". Trong lịch sử, hầu hết những con lừa Poitou được sử dụng để nuôi nấng con la lớn, nhưng trong những năm gần đây, chúng đã tìm thấy một số lượng ngày càng tăng, những người đam mê giống sử dụng chúng cho công việc nông nghiệp, đồng áng, kéo xe và cưỡi lừa. 

## Lịch sử

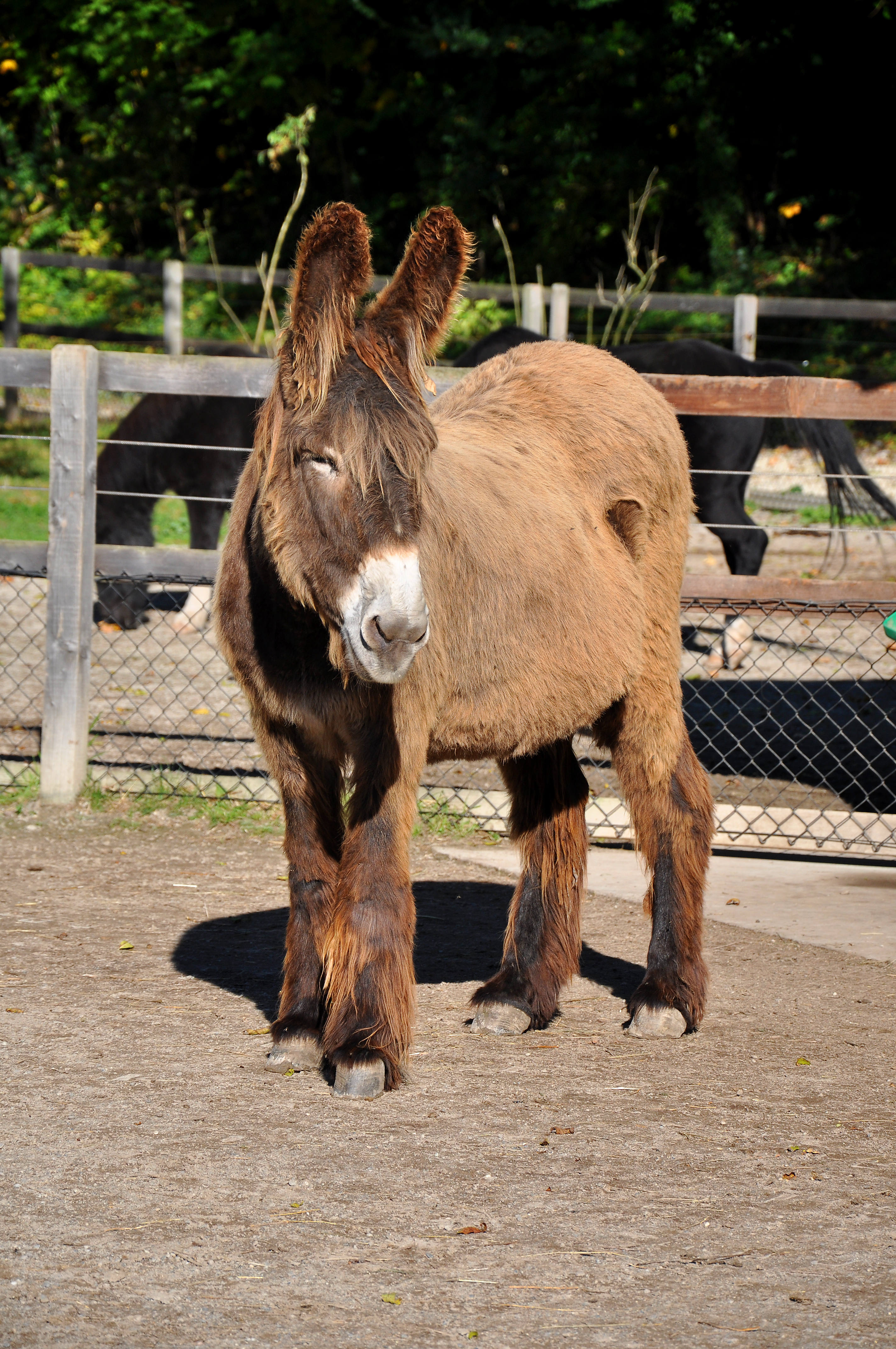
Chúng là giống lừa có nguồn gốc lâu đời

Nguồn gốc chính xác của giống lừa Poitou là chưa biết đến, nhưng con lừa và việc sử dụng của lừa trong việc sinh nuôi con la có thể đã được đưa tới khu vực Poitou của Pháp từ Đế chế La Mã. Các con vật gọi là Baudet de Poitou (lừa Poitou) và Mulassière (con la lai tạo) từ giống ngựa (còn được gọi là ngựa Poitevin) đã được phát triển cùng với việc sử dụng các con la tầm cao. Trong thời Trung cổ, việc sở hữu một con lừa Poitou có thể là một biểu tượng sang trọng giữa các quý tộc Pháp địa phương. Người ta không biết khi tính chất đặc thù của Poitou đã đạt được hình dáng giống như ngày hôm nay nhưng chúng dường như cũng đã được phát triển và hoàn thiện vào năm 1717 khi một cố vấn cho vua Louis XV mô tả về nó khá chi tiết.
Vào giữa những năm 1800, con la Poitou được coi là "tốt nhất và mạnh nhất ở Pháp" và có từ 15.000 đến 18.000 con la đã được bán ra mỗi năm. Năm 1884, một sách đăng ký giống (bổn bang) nuôi ngựa cũng được lập sổ ghi đăng ký cho lừa Poitou tại Pháp. Trong nửa đầu của thế kỷ 20, con la giữa lừa Poitou và ngựa Poitevin tiếp tục là nhu cầu lớn trên khắp Châu Âu và được gọi là "con la làm việc tốt nhất thế giới". Người mua trả giá cao hơn cho con la Poitou hơn cho con la khác, và lên đến 30.000 con la được lai tạo hàng năm ở vùng Poitou, với một số ước tính đưa số cao như 50.000 đầu con. Những con lừa được giữ trong điều kiện thường mất vệ sinh vì chúng được nuôi khép kín trong các quầy nuôi trong suốt cả năm một lần.
Một tín ngưỡng dân gian cho rằng nếu chúng bị thiếu ăn thì chúng sẽ sinh ra những con ngựa con giá trị hơn, tốt hơn, khỏe mạnh hơn chứ không phải là những con ngựa bở (tức là ngựa yếu). Điều này thường dẫn đến ngựa cái bị bỏ đói trong thời gian mang thai. Sữa non, quan trọng đối với phát triển con ngựa, con lừa, con la được coi là không lành mạnh và giữ lại từ những con non, việc thiếu các hồ sơ giống dẫn đến vấn đề sinh sản và đã có một số lượng đáng kể tỷ lệ tử vong đối với con non, kết quả là ngựa con sinh ra mà bị muôn là dễ bị nhiễm lạnh vào nhiệt độ mùa thu và mùa đông. Mặc dù có những vấn đề chăn nuôi, một tác giả, viết năm 1883, đã tuyên bố rằng chăn nuôi là một phân nhánh duy nhất của ngành nông nghiệp, trong đó Pháp không có đối thủ ở nước ngoài, không nơi đâu có nghề nuôi la như nước Pháp, do sự thịnh vượng của nó hoàn toàn phù hợp với tâm huyết của những người tham gia trong ngành chăn nuôi này.

## Bảo tồn

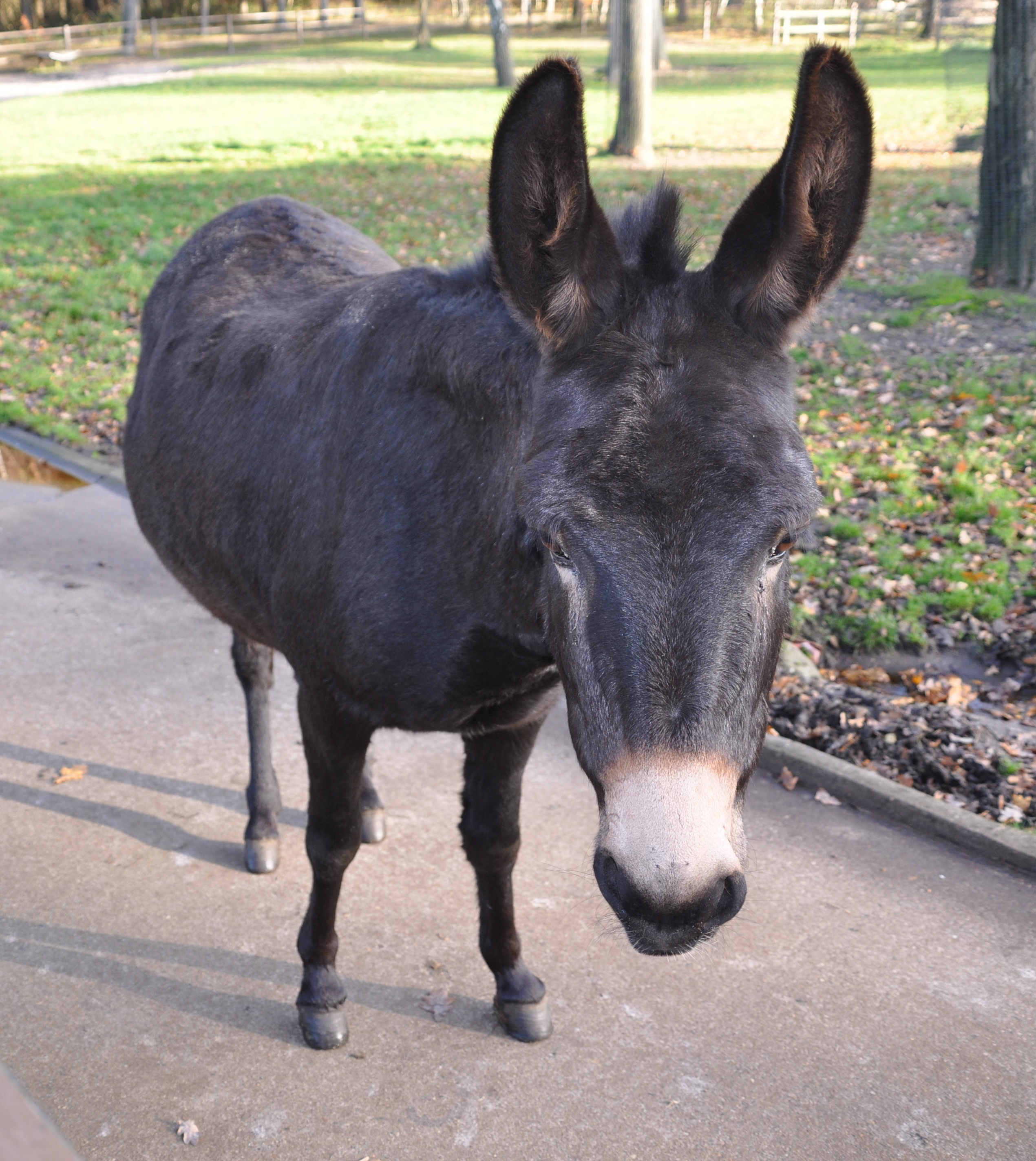
Một con lừa Poitou đã được cạo lông đi vì lý do vệ sinh

Một báo cáo hàng tồn kho năm 1977 tiết lộ chỉ có 44 con lừa Poitou trên toàn thế giới, và vẫn còn ít hơn 80 đầu con vật giống lừa này có tính đến năm 1980, những nỗ lực bảo tồn được dẫn dắt và lãnh đạo bởi một vài nhóm công cộng và tư nhân ở Pháp. Năm 1979, Haras Nationaux, (Trại ngựa giống quốc gia Pháp) và Parc Naturel Regional du Marais Poitevin đã phối hợp làm việc với các nhà lai tạo cá nhân, đưa ra một nỗ lực để cải thiện di truyền của lừa Poitou, phát triển các kỹ thuật tạo giống mới và thu thập kiến thức truyền thống về giống lừa này để bảo tồn nguồn gen của chúng.
Năm 1981, có 18 con lừa lớn từ Bồ Đào Nha đã được mua lại để sử dụng trong chăn nuôi lừa Poitou, chủ yếu là để bổ sung vào những tàu lừa để cải thiện giống và tầm vóc của giống lừa này. Những nỗ lực bảo tồn đầu đôi khi chệch hướng như một số nhà nhân giống bán lừa lai Poitous như là một giống hiếm, trong đó, chúng có giá trị lên đến mười lần thậm chí nhiều hơn. Tuy nhiên, vào năm 1990, thử nghiệm DNA và công nghệ vi mạch bắt đầu được sử dụng để xác định và theo dõi động vật thuần chủng từ đó việc xác định giống thuần chủng được chính xác hơn. 

## ỞBourailloux
Những nỗ lực bảo tồn trong những thập niên cuối của thế kỷ 20 và những năm đầu của 21 đã bước đầu đạt được những thành công, và một điều tra vào năm 2005 cho thấy 450 giống động vật thuần chủng đã được đăng ký trong sổ phả hệ của giống lừa này. Con số này đã giảm xuống dưới 400 vào năm 2011. Các sách đăng ký giống ngựa nuôi của Pháp với giống lừa này được chia thành hai phần. Việc đầu tiên, Livre A (chương A), làác  động vật thuần chủng với tài liệu về con lừa giống Poitou trên cả hai mặt của phả hệ của chúng. Thứ hai, Livre B (chương B) là động vật với một con lừa Poitou mẹ thuần chủng.
Hiệp hội Giống vật nuôi bảo tồn Mỹ liệt kê các con lừa Poitou là "quan trọng" trên danh sách ưu tiên bảo tồn, một hạng mục cho các giống có ít hơn 2.000 loài động vật trên toàn thế giới và ít hơn 200 đăng ký hằng năm tại Mỹ. Năm 2001, các nhà khoa học tại Australia cấy thành công một con lừa phôi Poitou tạo ra từ việc thụ tinh nhân tạo trong tử cung của một con ngựa cái thuộc giống ngựa giống tiêu chuẩn (Standardbred). Những lo ngại rằng các vấn đề chung có thể ngăn chặn một thai kỳ khỏe mạnh ở người mẹ sinh học của con ngựa dẫn đến việc chủ động trong việc thụ thai. Ngựa con sinh ra đã trở thành một trong ba con lừa Poitou tại Úc. Các trình tự tiến triển là không bình thường vì nó thường rất khó khăn cho các thành viên của cùng một loài Equus chấp nhận phôi cấy ghép từ một loài khác trong cùng chi. 

## TạiHoa Kỳ

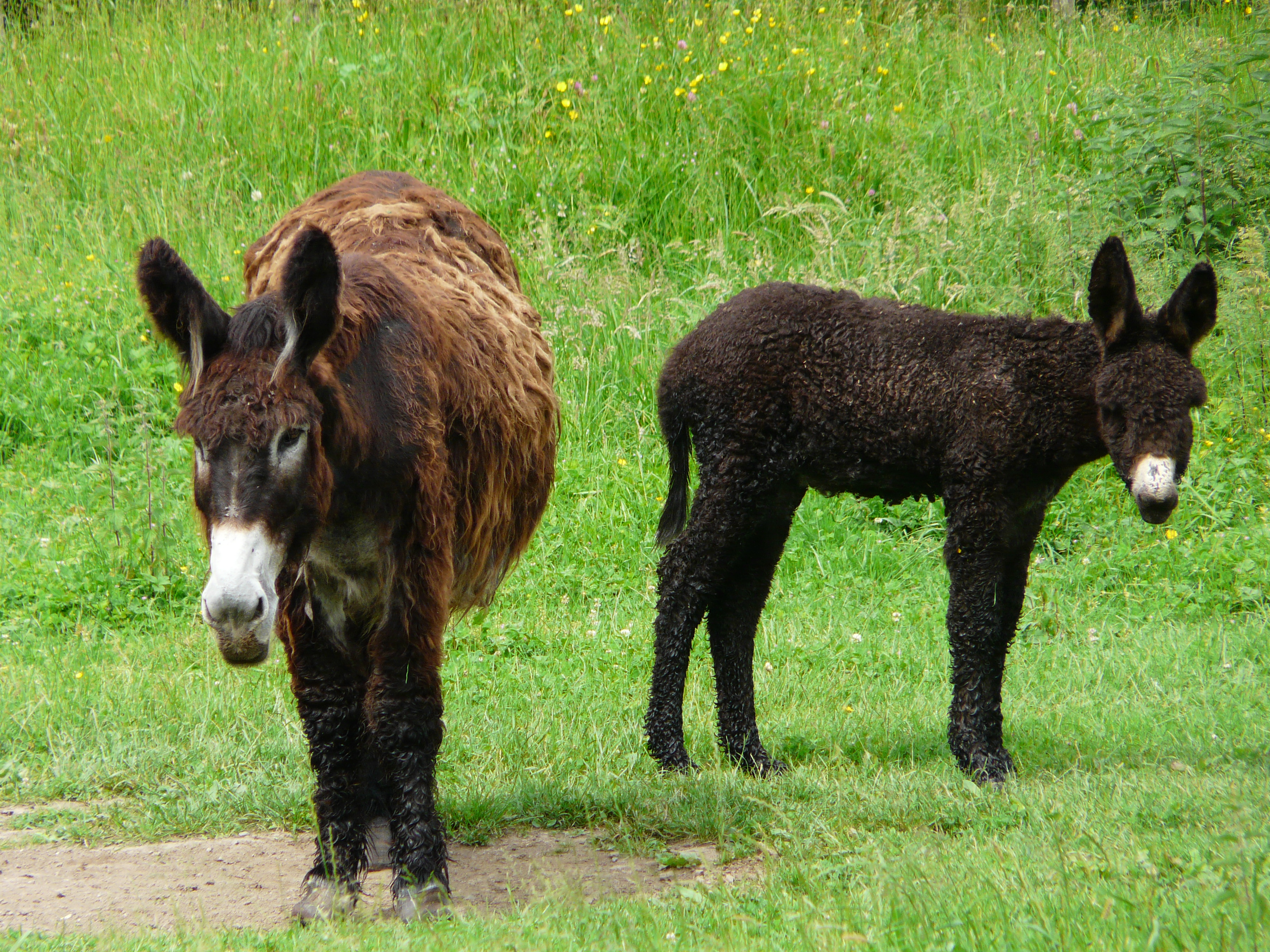
Lừa Poitou được bảo tồn tốt ở Mỹ

Ghi chép lịch sử tồn tại của một số bộ xuất khẩu của mặt hàng là những con lừa Poitou từ Pháp đến Mỹ trong thế kỷ 20 và đầu 19, trong đó có một hộ khẩu năm 1910 ghi chép về 10 con lừa. Hầu hết trong số này được tích hợp vào các dòng giống bổn bang của các con lừa nói chung, chứ không phải được nuôi thuần túy. Trong thời gian này, lừa Poitous đã được sử dụng trong việc tạo ra các giống lừa Mammoth Jack. Do chi phí mua và vận chuyển cao, con giống đóng một vai trò nhỏ trong sự phát triển của Mammoth Jack hơn một số nhà chăn nuôi có vẻ rất muốn điều này.
Nhập khẩu vào Mỹ tiếp tục diễn ra cho đến ít nhất là năm 1937. Những năm 1940 kéo dài cho đến tận những năm 1960 đã thấy một sự khan hiếm hàng hóa nhập khẩu là những con lừa Poitou, và chỉ có một vài sự kiện đến giữa những năm 1978 và 1990. Đến năm 1996, đã có ước tính chỉ có khoảng 30 con lừa Poitou ở Bắc Mỹ. Năm 1996, Debbie Hamilton, một người Mỹ đã thành lập các bộ sưu tập và quy chuẩn giống hiếm Hamilton tại một trang trại rộng 440 mẫu Anh (180 ha) ở Hartland, Vermont, để nhân giống lừa Poitou. Đến năm 2004, cô này đã sở hữu 26 giống thuần chủng và 14 một phần máu lừa Poitous, làm cho cô ấy trở thành những nhà hoạt động chăn nuôi lớn nhất chuyên về giống lừa Poitou tại Hoa Kỳ, và lớn thứ hai trên thế giới, đằng sau những trang trại thực nghiệm của Pháp do Chính phủ tài trợ.
Hamilton làm việc với các quan chức Pháp đối với việc bảo tồn các giống lừa đặc hữu này của nước Pháp và đã nhận được những lời khen ngợi nồng nhiệt từ các bác sĩ thú y người Pháp, những người đã đánh giá cao những đóng góp về kỹ thuật và tài chính của Hamilton để tôn tạo và phát huy giống lừa này. Việc phát triển và ứng dụng kỹ thuật cho việc sử dụng bảo quản lạnh để phát triển một ngân hàng tinh trùng dành riêng cho lừa Poitou đã được phát triển ở Pháp ít nhất là từ năm 1997, nhưng Hamilton đã đi tiên phong trong việc sử dụng thụ tinh nhân tạo bằng tinh trùng đông lạnh trong các giống này để sử dụng vật liệu di truyền từ Pháp để cải thiện đàn lừa Poitou ở Mỹ đây là một trong những nỗ lực quan trọng và hướng đi trong việc bảo tồn và tôn tạo giống lừa này. 